# اریکا متزگر
اریکا متزگر (انگلیسی: Erika Metzger؛ زادهٔ ) یک بازیکن تنیس روی میز اهل آلمان است. 
وی در مسابقات کشوری و بین‌المللی در مجموع برنده ۱ مدال طلا، ۲ مدال نقره شده‌است.